# Rio Durău
O Rio Durău é um rio da Romênia, afluente do Schitu, localizado no distrito de Neamţ.